# Hérculez Gómez
Hérculez Gómez Hurtado (Oxnard, 6 april 1982) is een Amerikaans voetballer. In 2015 werd hij door Tigres verhuurd aan Puebla uit Primera División de México. Hij was de eerste speler die zowel kampioen in MLS als in Primera División de México werd.

## Carrière

### Clubcarrière
Gómez begon zijn carrière in de jeugd bij het Mexicaanse Cruz Azul. Hij brak echter niet door en zocht zijn heil bij Durango in de lagere divisies van Mexico. Ook daar kwam Gómez maar weinig aan de bak en hij overwoog zelfs te stoppen met voetballen. Toch tekende hij daarna bij de San Diego Gauchos waar hij plotseling 17 goals in 17 wedstrijden scoorde. De staf van LA Galaxy ontdekte hem in een vriendschappelijke wedstrijd en boden hem een contract aan die Gómez later ondertekende. In z'n eerste jaren in Los Angeles werd hij uitgeleend aan Seattle Sounders FC en San Diego Sockers. Z'n kans bij LA kwam toen sterspeler Landon Donovan met het nationale elftal vertrok waardoor er veel meer speelminuten kwamen voor Gómez.
Op 1 december 2006 werd Gómez samen met Ugo Ihemelu naar de Colorado Rapids gestuurd inruil voor Joe Cannon. Hij scoorde z'n eerste goal voor Colorado op 7 april 2007 in een 2-1 winst op D.C. United. Op 3 September 2008 vertrok Gómez naar het toenmalige Kansas City Wizards. Na een niet erg productieve periode bij Kansas City Wizards tekende Gómez bij Puebla waar hij in 2010 10 goals voor scoorde. Hiermee deelde hij de nummer 1 topscorersplek in de competitie. Gómez was daarmee de eerste Amerikaanse voetballer die in een buitenlandse competitie topscorer was.
Een korte periode bij Pachuca eindigde toen Pachuca haar gehele selectie op de transferlijst zette. Gómez tekende vervolgens bij Estudiantes Tecos waar hij niet altijd zeker was van een basisplaats maar wel regelmatig een goaltje meepikte. Estudiantes Tecos werd het volgende seizoen wegens financiële redenen bijna gedwongen Gómez te verkopen aan Santos Laguna. Gómez begond flitsend bij zijn nieuwe club met 11 goals in z'n eerste 12 wedstrijden in alle competities. Toch bleek ook dit avontuur maar een jaartje te duren waarna hij bij Club Tijuana tekende waar hij onder andere Amerikaans international Edgar Castillo tegenkwam. Op 27 september 2013 maakte hij in de met 6-0 gewonnen CONCACAF Champions League wedstrijd tegen Victoria La Ceiba zijn debuut voor Tijuana. Op 4 juni 2014 werd hij verhuurd aan Tigres. Daar maakte hij op 19 juli 2014 in een 0-0 gelijkspel tegen Atlas Guadalajara zijn debuut. Zijn eerste doelpunt voor Tigres maakte hij op 25 oktober 2014 tegen Monterrey. Na vijftien competitiewedstrijden en één doelpunt werd zijn huurperiode bij Tigres beëindigd. Vervolgens tekende hij op 18 december 2014 bij Puebla.

### Interlandcarrière
Gómez werd voor het eerst opgeroepen door het Amerikaanse nationale elftal voor de Copa América in 2007. Hij maakte zijn debuut tegen Argentinië en kreeg z'n eerste basisplaats in een wedstrijd tegen Colombia. Hij was lid van de Amerikaanse selectie op het WK 2010 en is sindsdien een bekend gezicht bij de Amerikaanse selectie.